# Пирамида (Голдинг)
«Пирамида» (англ. The Pyramid) — шестой роман британского писателя Уильяма Голдинга, вышедший в 1967 году.

## История создания
Роман «Пирамида» был составлен из сборника трёх новелл, объединенных общим местом действия и личностью главного героя, Олли. Не имея ничего общего с жанром литературной притчи, он остался в творчестве писателя своего рода исключением, принадлежащим «классической» традиции реалистического английского романа.
При всей кажущейся простоте структуры и повествования, существуют серьёзные разночтения в трактовках романа. А. Чамеев (автор статьи «Уильям Голдинг — сочинитель притч»), считал это произведение «в сатирическом ключе описывающим жизнь провинциального городка и иерархическое („пирамидальное“) устройство английского общества».

## Содержание
«Оливер, сын фармацевта, взрослеет в Англии времён ту-ситтеров и немого кино. Стилбурн, типичный английский городок — его родина…» — так описывал основную сцену романа рецензент журнала Spectator. Новеллы, составившие произведение, рассказывают о трёх эпизодах из жизни Оливера, каждый из которых, внешне безобидный, подчас комичный, в глубине своей содержит тёмный лейтмотив, созвучный основным идеям автора, касающимся изначальной порочности самой природы человека.

## Критики о романе
Рецензии критиков на роман были в целом положительные. Guardian назвал роман «самым простым у Голдинга и любопытным — в том смысле, что на удивление личным». Автор, по мнению рецензента, «глубоко и ярко выявил основные черты» английской провинциальной жизни, заставив при этом читателя «каждый раз возвращаться в памяти к картинам собственного детства — как идиллическим, так и позорным».
В ретроспективе некоторые критики расценивают «Пирамиду» как слабейшее в творческом наследии Уильяма Голдинга. Другие указывают лишь на его кардинальное отличие от других. Как отметил рецензент Times Literary Supplement, эта книга Голдинга «…принадлежит иной, более знакомой традиции в английской литературе: это непритязательный реалистический роман о мальчике, взрослеющем в маленьком городке — книга, которую мог бы написать Герберт Дж. Уэллс, если бы внимательнее относился к своему стилю».
Е. Лебедева, относя «Пирамиду» к жанру философского романа, отмечает, что те же проблемы, пусть и «менее отвлеченные», чем в «Шпиле», автор решает здесь для себя в привычном «философском аспекте» «В добропорядочном захолустье, которое описывает здесь автор, живут и порок, и моральные извращения, и безумие. В замкнутый круг порока вовлечен герой книги Оливер, и из этого круга Голдинг не видит или, во всяком случае, не показывает выхода. Он рисует ограниченность, злобу, жестокость человека и, не видя ничего другого, говорит, что предостерегает. Философия его в своей сути негативна, и отсюда тот замкнутый круг, в котором вращаются персонажи его книг…».